# KIC 10905746 b
KIC 10905746 b — экзопланета, обращающаяся вокруг звезды KIC 10905746. Открытие планеты совершили астрономы-любители в рамках проекта Planet Hunters в 2011 году.

## Открытие
В 2011 году, используя данные, полученные орбитальным телескопом «Кеплер», группа любителей-астрономов, состоящая из 31 человека, в рамках проекта Planet Hunters открыла планету KIC 10905746 b в системе звезды KIC 10905746. В отличие от проекта SETI@Home, в Planet Hunters участники непосредственно занимаются обработкой данных, отслеживая признаки наличия планет у звёзд. Масса и температура открытой планеты неизвестна, но известно, что её радиус равен 23 % радиуса Юпитера. Она обращается очень близко к родительской звезде — на расстоянии 0,07 а. е. Год на ней длится менее десяти суток.

## Примечание
1. ↑  Extrasolar Planets Encyclopaedia (англ.) — 1995.
2. ↑  Debra Fischer, Megan Schwamb, Kevin Schawinski, Chris Lintott, John Brewer, Matt Giguere, Stuart Lynn, Michael Parrish, Thibault Sartori, Robert Simpson, Arfon Smith, Julien Spronck, Natalie Batalha, Jason Rowe, Jon Jenkins, Steve Bryson, Andrej Prsa, Peter Tenenbaum, Justin Crepp, Tim Morton, Andrew Howard, Michele Beleu, Zachary Kaplan, Nick vanNispen, Charlie Sharzer, Justin DeFouw, Agnieszka Hajduk, Joe Neal, Adam Nemec, Nadine Schuepbach, Valerij Zimmermann. Planet Hunters: The First Two Planet Candidates Identified by the Public using the Kepler Public Archive Data (англ.). Arxiv.org (23 сентября 2011). Дата обращения: 10 мая 2020. Архивировано 6 февраля 2020 года.